# Columbushaus
Columbushaus byla v letech 1932 až 1957 devítipatrová moderní funkcionalistická budova stojící v německé metropoli Berlíně na Postupimském náměstí (německy Postdamer Platz). Kancelářská budova vznikla podle projektu architekta Ericha Mendelsohna.

## Historie

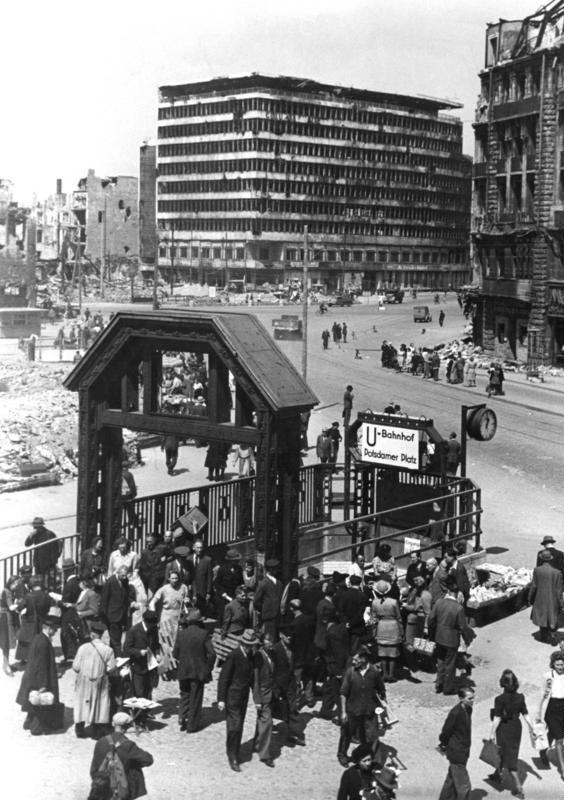
Stav budovy v roce 1946.

Moderní budova vznikla na ploše, kde původně stál hotel Bellevue, stržený v roce 1928. Původní projekt, který Mendelsohn poskytl berlínské radnici, počítal s patnáctipatrovou stupňovou budovou, která se měla snižovat na obě své strany. Měla sloužit jako obchodní dům, přízemí mělo zahrnovat vstup do stanice metra. Město Berlín však původní návrh velmi striktně zamítlo s tím, že by budova obchodního domu v původní podobě ohrožovala dopravu. Přepracovaný návrh obchodního domu však nakonec nebyl realizován, neboť do data plánované výstavby zasáhla Velká hospodářská krize. 
Až po roce 1931 bylo rozhodnuto o osudu volné plochy v centru města. Mendelsohn navrhl nový dům společnosti Wertheim s ohledem na maximální využití podlažní plochy. Stavební práce probíhaly v letech 1931 až 1932. Obchody byly umístěny pouze v přízemí stavby, vyšší patra sloužily jako kanceláře. Fasáda budovy byla čistě utilitární; s velkými výlohami v přízemí a v parteru. V 30. letech byla budova známa především díky reklamnímu panelu nacistických novin Braune Post. V roce 1936 se zde během letní olympiády nacházelo také informační centrum olympijského výboru. 
Během bitvy o Berlín v roce 1945 byla budova těžce poškozena spojeneckým bombardováním a ostřelováním. I přesto však především díky své moderní konstrukci přetrvala boje. Po rozdělení města na okupační zóny se nacházela v Sovětské okupační zóně. V roce 1948 byl palác expropriován berlínským magistrátem. Byly zde umístěny státní obchody a policejní ředitelství. 
Během povstání ve Východním Berlíně byla budova zapálena, což ještě více zhoršilo technický stav objektu, poničeného během druhé světové války. O čtyři roky později byl nakonec Columbushaus stržen, použitá ocel byla přetavena a opětovně využita. Prostor následně zůstal prázdný; po roce 1961 a vztyčení berlínské zdi se nacházel v pásmu mezi oběma oddělenými částmi města. Zastavěn byl až na přelomu 20. a 21. století; v současné době zde stojí hotel Ritz-Carlton.